# 단양팔경

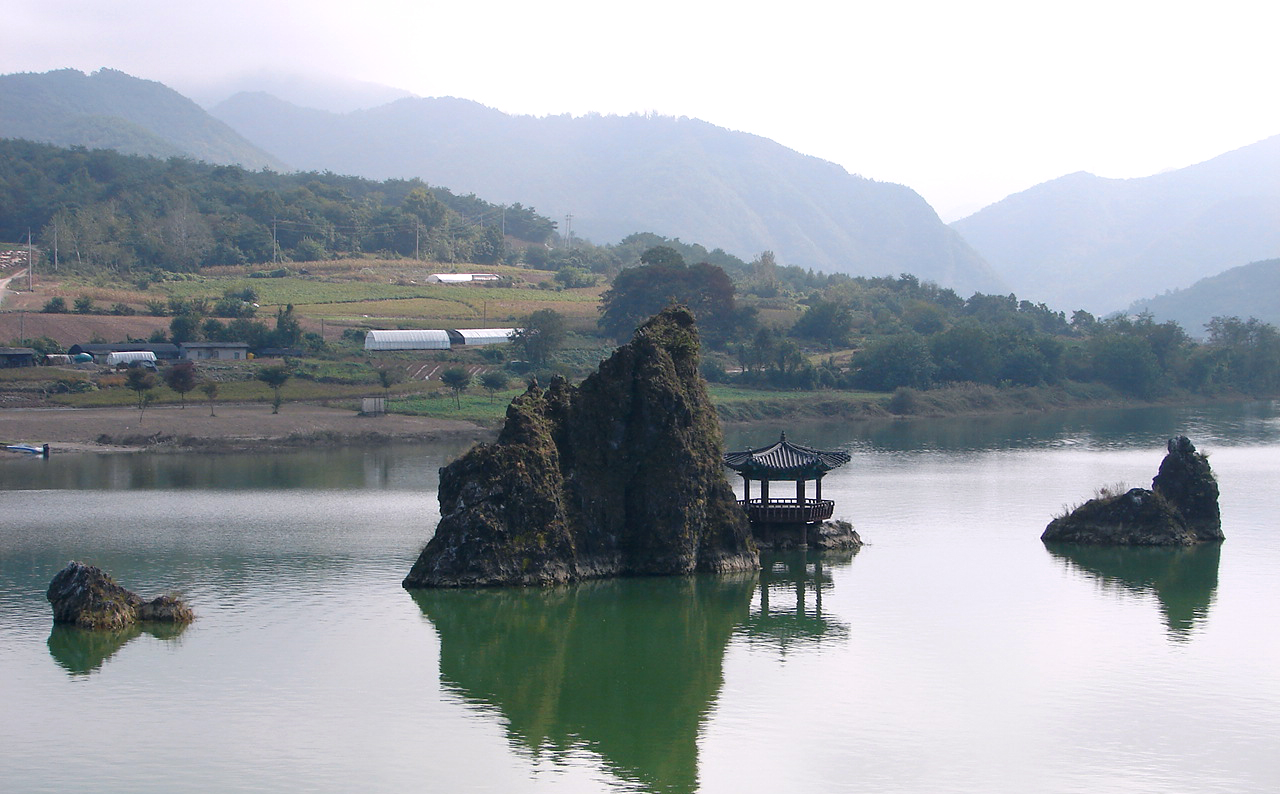
도담삼봉

단양팔경(丹陽八景)은 충청북도 단양군 주위에 있는 여덟 곳의 명승지이며 단양국가지질공원의 일부이다. 아름다운 경치는 금강산에 비길 만하며 이 팔경은 남한강과 그 지류 계곡에 승경을 이루고 단양읍에서 8~12km 안팎에 있다.
단양 서쪽 9 km 지점, 한강 본류 남안에 자리 잡은 옥순봉(玉荀峯)은 행정상으로는 제천시 수산면 괴곡리에 있다. 절벽에는 청송이 곁들여 있고 산봉우리는 죽순처럼 깎아 세운 듯하며 고목과 등덩굴이 얽혀 있어 그림과 같고, 경치가 빼어나 예로부터 소금강(小金剛)이라고도 하였다. 구담봉(龜潭峯)은 단양읍 단성면 장회리에 있으며 절벽 위의 돌이 거북 모양이라 해서 이런 명칭이 봄의 꽃도 좋지만, 가을의 단풍은 그 절경이 아름답다.
단양 북쪽 13km 지점 한강 본류 매포읍 도담리에는 도담삼봉(島潭三峯)이 있다. 팔경 중에서 제일가는데 이는 한강 수중에 있다. 둘레의 수심은 약 7ｍ, 강폭은 150ｍ가량인데 강 가운데 괴암(怪巖)으로 된 봉우리 셋이 깎아 세운 듯한 절벽으로 되어 있으며 이 절벽을 따라 200ｍ쯤 되는 곳에 석문(石門)이 있다. 부근에는 천연기념물인 측백나무들이 절벽 위에 자생한다. 옥순봉, 구담봉과 함께 1984년에 충주 댐이 완성되면서 일부가 수몰되었다.
한강 지류 우화천을 따라 단양 남쪽 12km 지점 단양읍 단성면 벌천리에 하선암(下仙巖)·중선암(中仙巖)·상선암(上仙巖) 등이 차례로 있다. 특히 상선암이 있는 일대에는 조그만 폭포가 많고 또 노송이 우거졌으며 좌우에는 1,000ｍ를 바라보는 용두산·도락산에 이어진다. 중선암은 가산리에서 벌천리로 가는 숲 왼쪽 송림과 계곡 사이에 있는 바위인데 여름철 휴양지로 최적지이고, 하선암은 선유동 상류에 있으며 물속에 비친 바위가 무지개 같다 하여 홍암이라고도 하는데, 봄철의 진달래와 가을철의 단풍이 아름답다.
대강면 사인암리에 있는 사인암(舍人巖)은 소백산맥에서 발원하는 운계천을 따라 굽이굽이 열리는 운선구곡의 일곱 번째 계곡에 있으며 단양에서 8km쯤 남으로 떨어져 있다. 고려 말기에 우탁(禹倬, 1263~1342)이 사인 벼슬로 있을 때 이곳에 와 휴양하였기 때문에 이와 같이 불렀다. 기암괴석이 꽃병풍을 두른 듯 하늘에 치솟고 계벽수의 유유한 자태는 해금강(海金剛)을 연상케 한다.

## 개요
단양팔경은 주로 산악지대의 기암과 산봉우리로 다음을 일컫는다.

### 단양 도담삼봉

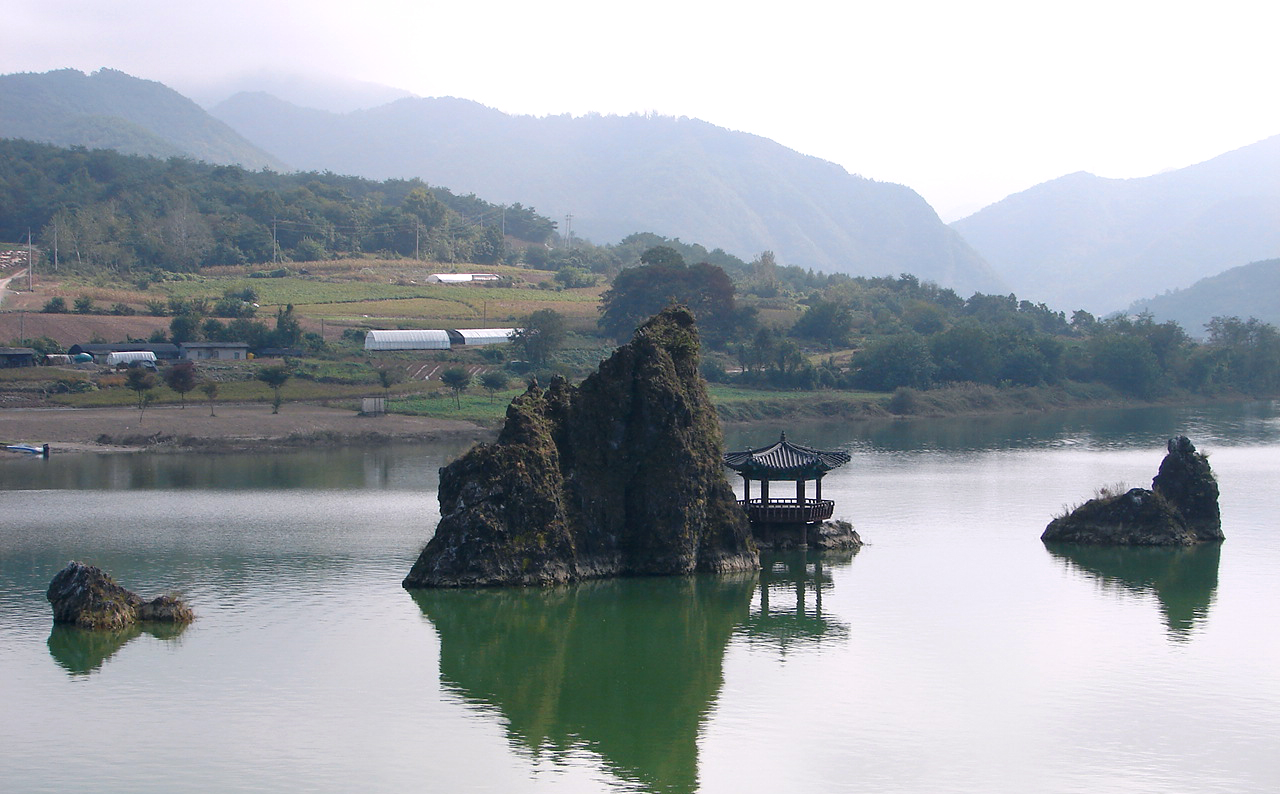
도담삼봉

명승 제44호「단양 도담삼봉(丹陽 島潭三峰)」은 절경이 특이하고 아름다워 단양팔경 중 으뜸으로 손꼽히며 단양군수를 지낸 이황을 비롯하여 황준량, 홍이상, 김정희, 김홍도, 이방운 등이 많은 시와 그림을 남긴 곳이다.
이곳에는 조선시대 개국공신인 정도전 탄생에 관련한 설화가 전해 내려오는데 정도전은 자신을 삼봉이라 자호할 정도로 이곳을 사랑했다고 전한다. 도담삼봉은 석회암 카르스트 지형이 만들어낸 원추 모양의 봉우리로 남한강이 휘돌아 이룬 깊은 못에 크고 높은 장군봉을 중심으로 고생대 조선 누층군 흥월리층의 석회암과 돌로마이트로 구성된 세 개의 봉우리가 우뚝 솟아 그 형상이 기이하고 아름다우며 남한강과 어우러져 뛰어난 절경을 보여주고 있다.

### 단양 석문

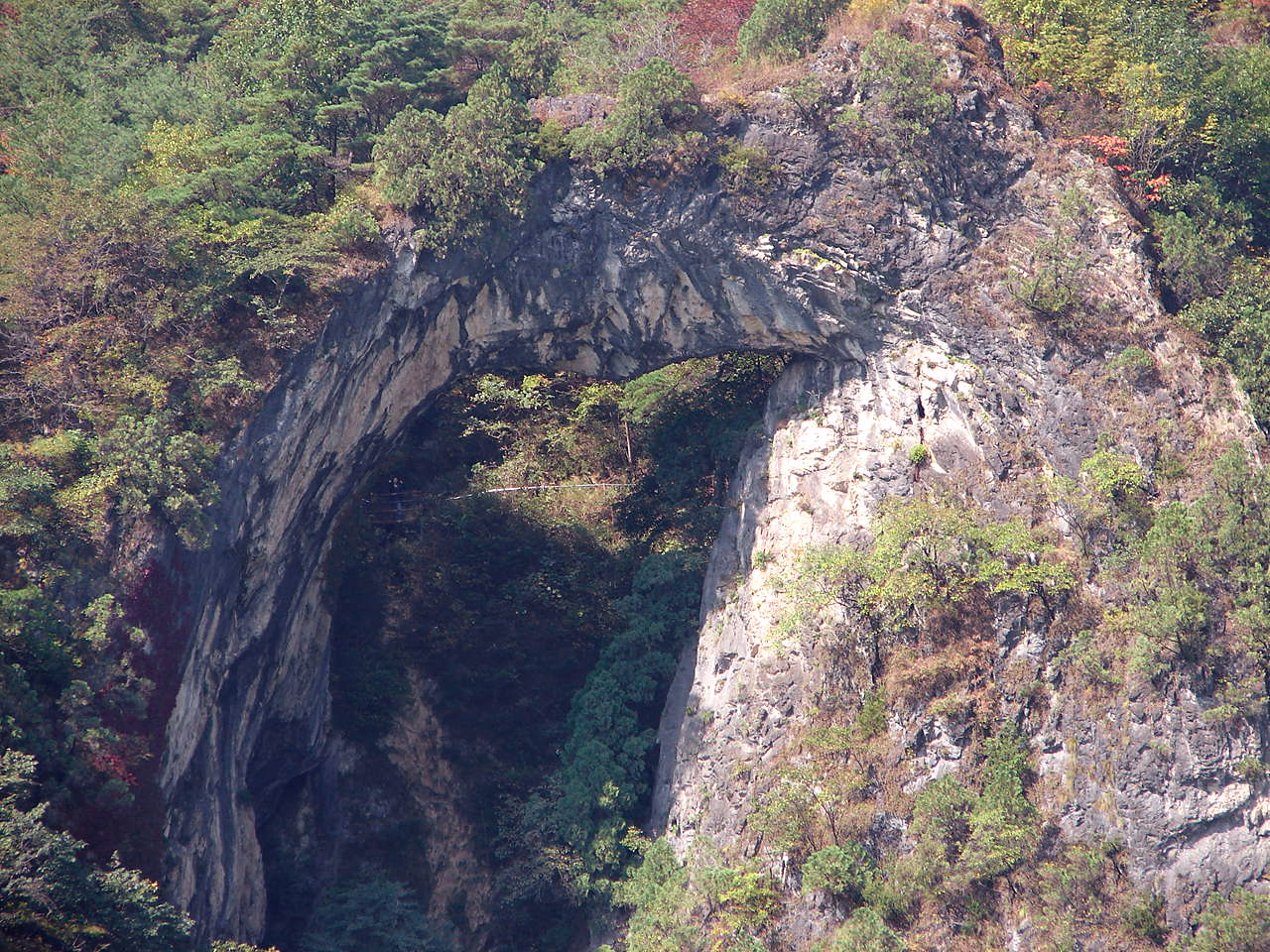
단양 석문

명승 제45호「단양 석문(丹陽 石門)」은 조선 누층군 흥월리층의 석회암과 돌로마이트로 구성된 암석이며 석회암 카르스트 지형이 만들어 낸 자연유산으로 석회동굴이 붕괴되고 남은 동굴 천장의 일부가 마치 구름다리처럼 형성된 것으로 추정되며 석문 자체의 형태도 특이하고 아름답지만, 석문을 통해 바라보는 남한강과 건너편 농가의 전경이 마치 사진 프레임을 보는 듯이 아름답다.
구름다리 모양의 돌기둥 자연경관자원 중 동양 최대 규모로 알려져 있으며 석회암 카르스트 지형의 특징을 잘 보여주고 있어 학술적 가치도 클 뿐만 아니라, 석문 안에 살았다는 마고할미의 전설이 전해져 내려오는 등 희귀하고 아름다운 경승지이다.

### 단양 구담봉
명승 제46호「단양 구담봉(丹陽 龜潭峰)」은 절벽 위의 바위가 거북이를 닮아 구담봉(龜潭峰)이라 한다고 전한다. 구담봉 장회나루 쪽으로는 퇴계 선생을 사모하던 기녀 두향의 묘가 있으며, 조선 인종 때 백의재상이라 불리던 주지번이 이곳에 낙향하여 칡넝쿨을 구담봉의 양쪽 봉우리에 연결하여 타고 다녀 사람들이 그를 신선이라 불렀다는 전설이 전해오는 등 이야기가 많은 명승지이다.
구담봉은 남한강 물줄기를 따라 펼쳐지는 깎아지른 듯한 장엄한 기암절벽이 제비봉과 금수산, 멀리는 월악산에 감싸여 있어 예로부터 이황, 이이, 김만중 등 수 많은 학자와 시인묵객이 그 절경을 극찬한 바 있으며, 지금도 충주호 수상관광의 최절경지로 꼽힌다.
구담봉 화강암에는 우라늄이 67~1378 ppm, 토륨이 41~662 ppm 포함되어 있으며 SHRIMP 저어콘 U-Pb 연령 측정 결과는 중생대 백악기에 해당하는 90.4±0.5 Ma이다.

### 단양 사인암

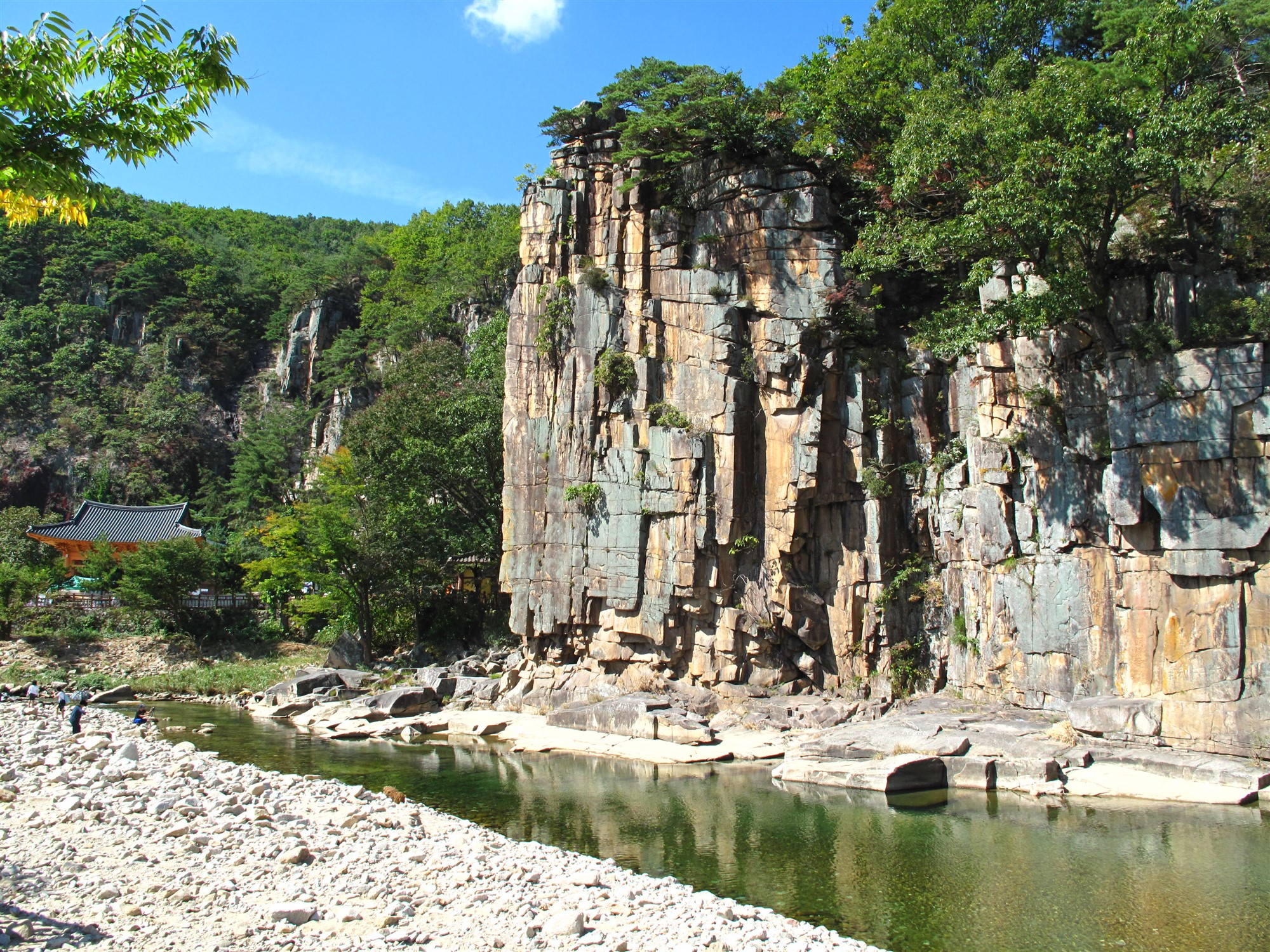
단양 사인암

명승 제47호「단양 사인암(丹陽 舍人巖)」은 남조천(일명 운계천)변에 병풍처럼 넓은 바위가 직벽을 이루며 위엄을 자랑하고 있는 곳으로 추사 김정희가 이곳을 두고 하늘에서 내려온 한 폭 그림과 같다고 찬양했을 정도로 그 경관이 특이하고 아름답다.
고려시대 경사와 역학에 능통했던 역동 우탁 선생이 정4품 벼슬인 사인(舍人) 재직 시 이곳에서 머물렀다는 사연이 있어 조선 성종 때 단양군수였던 임재광이 사인암이라 명명했다고 전하며, 암벽에는 우탁의 글이 남아 전한다.
사인암 화강암에는 우라늄이 73~9791 ppm, 토륨이 42~2908 ppm 포함되어 있으며 SHRIMP 저어콘 U-Pb 연령 측정 결과는 중생대 백악기에 해당하는 90.4±1.5 Ma이다.

### 제천 옥순봉
명승 제48호「제천 옥순봉(堤川 玉荀峰)」은 비가 갠 후 희고 푸른 여러 개의 봉우리가 죽순이 돋아나듯 우뚝우뚝 솟아있다 하여 이름 붙여졌다고 전하는데 이름에서 알 수 있듯이 남한강 위로 솟아오른 봉우리가 매우 특이하고 아름답다.
옥순봉은 본래 제천(당시 청풍) 땅인데 이곳이 단양팔경에 속하게 된 것은 조선 중종의 때 단양군수였던 이황이 옥순봉을 단양에 속하게 해 달라고 청풍부사에게 청하였으나 허락하지 않자 옥순봉 석벽에 ‘단구동문(丹丘洞門)’이라 새기면서 이곳을 단양의 관문으로 정했다는 설화가 전해지는 데서 비롯되었다고 하며, 인근의 구담봉과 함께 여러 시인묵객들의 시문이 다수 전하는 절경지이다.

### 상선암
상선암은 단양군 단성면 대잠리, 단양의 선암계곡의 최상부에 위치하고 있는 상선암은 크고 널찍한 바위는 없으나, 절리가 잘 발달되어 있는 화강암 바위가 계곡을 따라 발달한다.

### 중선암
중선암은 단양 선암계곡의 중앙에 위치하고 있는 백색의 웅장한 화강암 바위이며 옥염대와 명경대라고 불리는 두 개의 바위에는 암각자가 있다.

### 하선암
삼석구곡을 이루는 심산유곡의 첫 명승지로 3층으로 된 화강암의 수평절리가 발달한다. 월악산 초입에 위치하며, 퇴적암과 화강암의 경계 지역에 위치한다.

## 같이 보기
- 단양군의 지질 (단양국가지질공원)